# Акцентний вірш
Акце́нтний ві́рш або Літерату́рний тоні́чний ві́рш (лат. accentus — наголос) — вірш, ритміка якого заснована на підставі відносного врівноваження кількості наголосів, тобто на однаковій кількості наголосів у віршовому рядку при різній кількості ненаголошених складів у межах рядків та між наголосами в середині рядків.
Число складів у рядку та ненаголошених складів — довільне. Коливання кількості наголосоів в рядках зумовлене межами ритмічної норми, завдяки якій досягається єдність тонічного вірша, відступ від неї ритмічно урізноманітнює акцентний вірш:
Моє се́рце пра́гне неісну́ючих кві́тів.
Моє се́рце кві́тне у бо́лях шука́нь.
Я не са́м, я не са́м на сві́ті
Моя бу́ря у фа́рбах світа́нь (М. Семенко).

Акцентний вірш вважається основною версифікаційною одиницею тонічної системи віршування, завдяки йому підвищується ритмоінтонаційна динаміка поетичного мовлення, роль мовних відрізків у наголошеній позиції, пауз тощо.

## Джерело
- Літературознавчий словник-довідник за редакцією Р. Т. Гром'яка, Ю. І. Коваліва, В. І. Теремка. — К.: ВЦ «Академія», 2007